# Paulo Câmara
Paulo Henrique Saraiva Câmara (Recife, 8 de agosto de 1972) é um economista e político brasileiro. É ex-governador do estado de Pernambuco e atual presidente do Banco do Nordeste do Brasil (BNB).
Formado em Ciências Econômicas pela Universidade Federal de Pernambuco (1994), pós-graduado em Contabilidade e Controladoria Governamental (1997) e mestre em Gestão Pública (2006), todos pela mesma instituição. Foi Secretário de Administração (2007–2010), Secretário de Turismo (2010) e Secretário da Fazenda de Pernambuco (2011–2014) durante a administração do então governador Eduardo Campos. Paulo é casado com Ana Luiza Câmara e tem duas filhas. Em 2014, foi eleito governador de Pernambuco no primeiro turno, com 68% dos votos, sendo o candidato a governador mais bem-votado do país naquela eleição. Nas eleições de 2018 foi reeleito a governador no primeiro turno com 50,70% dos votos, derrotando Armando Monteiro.

## Carreira profissional
Paulo Câmara sempre foi servidor público. Aos 20 anos foi escriturário concursado do Banco do Brasil, em Ribeirão, na Zona da Mata. Em 1995, foi para o Tribunal de Contas do Estado, onde exerceu o cargo de auditor das contas públicas; foi secretário de Administração do Tribunal de Justiça de Pernambuco (2003), supervisor Parlamentar da Câmara de Vereadores do Recife (2005) e, a partir de 2007, fez parte da gestão do governador Eduardo Campos.

## Governo de Pernambuco

### Secretaria de Administração
Em 2007, Paulo Câmara assumiu a Secretaria de Administração do Estado (SAD). Em sua gestão à frente da SAD, destaque para os benefícios direcionados para os Servidores do Governo. Dentre outras ações, Paulo Câmara instituiu o Calendário Semestral de Pagamento dos Servidores, a recuperação das perdas salariais dos servidores, com reajustes expressivos para todas as categorias e com ganhos reais acima da inflação e a construção do Centro de Formação do Servidor.
Em 2008, a secretaria criou o Curso Superior Sequencial de Formação Específica em Administração Pública. Trata-se de uma graduação exclusiva para servidores estaduais, ministrada pela Faculdade de Ciências e Administração da UPE, através da Escola de Governo de Pernambuco, com o objetivo de formar gestores públicos.

### Secretaria de Turismo
Em 2010, Paulo Câmara assumiu a pasta de Turismo. Durante a sua gestão, desenvolveu alguns projetos focados na especialização dos serviços oferecidos aos turistas, entre eles o programa "Taxista Amigo do Turista", que promovia qualificação em inglês e espanhol para os profissionais. Na sua gestão, também foram realizadas obras de infraestrutura, como o acesso às praias dos Litorais Sul e Norte, e a ampliação do sistema de abastecimento de água e tratamento de esgoto sanitário da Praia dos Carneiros e da cidade de Rio Formoso, no Litoral Sul do Estado.

### Secretaria da Fazenda de Pernambuco
Paulo Câmara assumiu a secretaria da Fazenda em 2011. Entre as ações desenvolvidas, destaque para a criação do Fundo Estadual dos Municípios, o FEM, que viabilizou 228 milhões de reais a prefeituras de Pernambuco em 2013.

## Eleição ao governo de Pernambuco

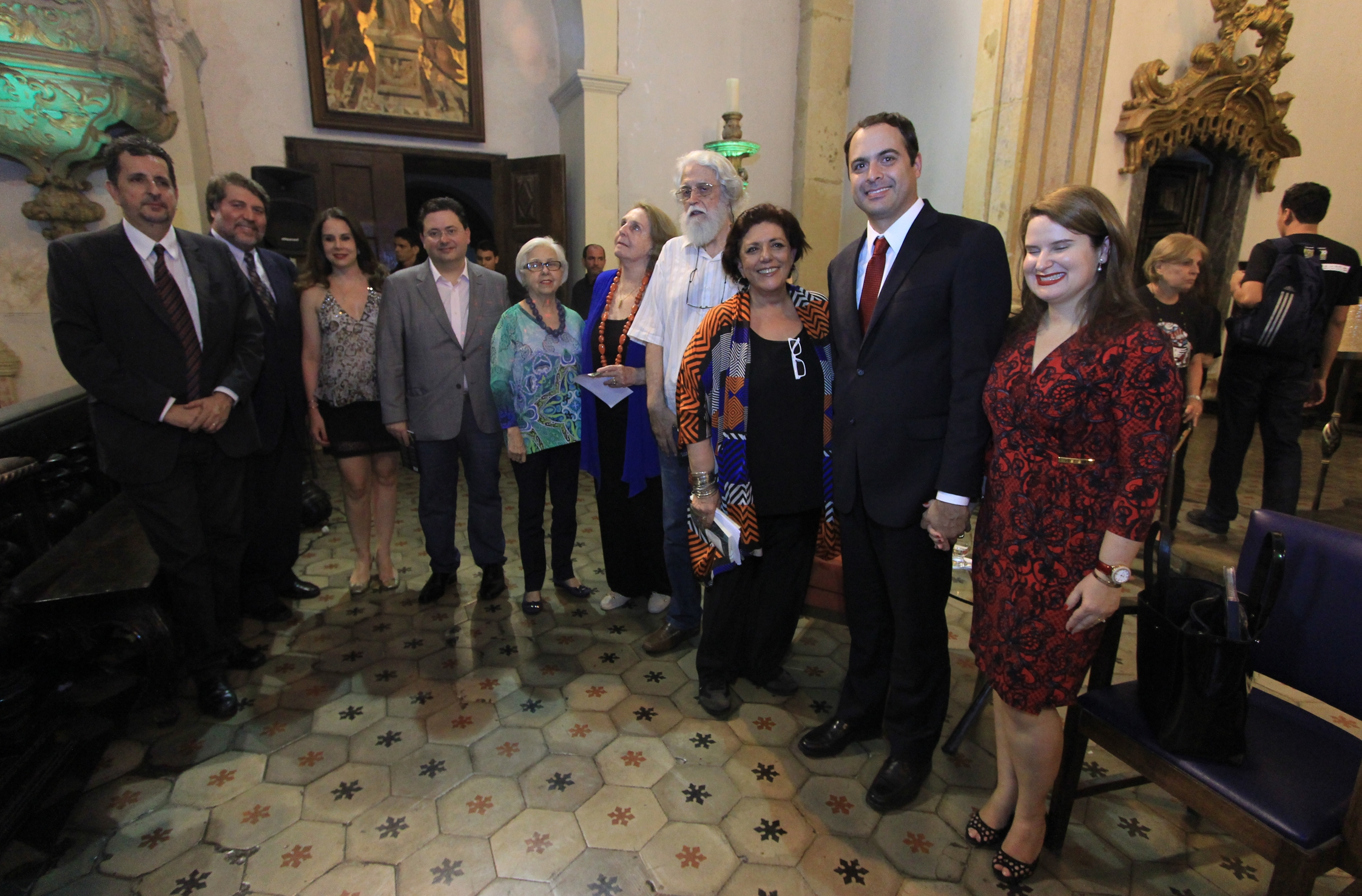
Paulo Câmara com Leda Nagle à sua direita e a primeira-dama de Pernambuco, juíza Ana Luiza Câmara, à sua esquerda, entre outras personalidades durante a Fliporto 2014 em Olinda.

Naquela eleição Paulo Câmara era estreante na política, filiado ao PSB desde outubro de 2013. Foi indicado para concorrer à sucessão estadual, que tinha como integrantes da chapa o deputado federal Raul Henry do PMDB, como vice, e o ex-ministro da Integração Nacional, Fernando Bezerra Coelho do PSB, para concorrer ao Senado. Naquele ano foi o candidato a governador mais bem-votado do país, ele obteve 68% dos votos em Pernambuco, deixando para trás o então candidato do PTB, Armando Monteiro, que ficou com um pouco mais de 31% dos votos válidos.
Foi eleito governador de Pernambuco no primeiro turno, com mais de 3.000.000 votos. Carregava o peso de dar continuidade ao governo de seu padrinho político, Eduardo Campos, ex-governador do estado e candidato a presidência do Brasil, que morreu em um acidente aéreo, em 13 de agosto de 2014, no meio da disputa eleitoral daquele ano.
Aliado à comoção que tomou o Estado na tragédia que matou Campos, o forte palanque composto de 21 partidos, resultou na vitória de Marina Silva em Pernambuco. Terceira colocada na disputa ao Planalto, ela obteve 48% dos votos no Estado. Em 8 de outubro de 2014, o PSB anunciou seu apoio ao candidato Aécio Neves (PSDB) no segundo turno da corrida à Presidência. Contudo o tucano obteve uma votação pouco maior que a de José Serra nas eleições de 2010; Dilma venceu com 70,20% dos votos válidos no estado, contra 29,80% do mineiro - uma diferença de quase dois milhões de votos. Câmara e seu partido decidiram adotar uma postura independente em relação ao governo federal, com vetos a qualquer possibilidade de integrantes da legenda ocuparem cargos durante o segundo mandato da presidente Dilma Rousseff.

## Governador de Pernambuco
Paulo Câmara foi empossado no cargo de governador em 1º de janeiro de 2015. Em 2016 enquanto estava a frente do executivo estadual entrou em uma polêmica ao nomear os filhos do ex-governador Eduardo Campos, a cargos na prefeitura e governo do estado. João Campos, que tinha então 22 anos, foi indicado como chefe de Gabinete do governador, a mesma função que o pai ocupou no segundo governo de Miguel Arraes (1987-1990). A classe artística do estado organizou protestos contra a indicação, afirmando que Paulo Câmara estava reproduzindo os "padrões antigos da política Nordestina".

### Reeleição
Nas eleições de 2018 foi reeleito a governador no primeiro turno com 50,61% dos votos, novamente derrotando Armando Monteiro (PTB), mas agora contando com Luciana Santos (PCdoB) como companheira de chapa. Em maio de 2020, Paulo Câmara e Luciana Santos anunciaram estar com COVID-19.

### Gabinete
Na posse do seu primeiro mandato, o gabinete de Paulo Câmara foi composto dos seguinte secretários:
      Independente (10) /       PSB (6) /       PSDB (2) /       PSD (2) /       PCdoB (1) /       PR (1)
| Pasta                            | Incumbente             | Partido | Partido                                 | Mandato                                     |
| -------------------------------- | ---------------------- | ------- | --------------------------------------- | ------------------------------------------- |
| Administração                    | Milton Coelho          |         | Partido Socialista Brasileiro           | 1 de janeiro de 2015 - 6 de abril de 2018   |
| Agricultura e Reforma Agrária    | Nilton Mota            |         | Partido Socialista Brasileiro           | 1 de janeiro de 2015 - 6 de abril de 2018   |
| Casa Civil                       | Antônio Figueira       |         | Partido Socialista Brasileiro           | 1 de janeiro de 2015 -                      |
| Cidades                          | André de Paula         |         | Partido Social Democrático              | 1 de janeiro de 2015 - 29 de agosto de 2016 |
| Ciência e Tecnologia             | Lúcia Melo             |         | Independente                            | 1 de janeiro de 2015 - 1 de janeiro de 2019 |
| Controladoria Geral              | Rodrigo Amaro          |         | Independente                            | 1 de janeiro de 2015 -                      |
| Cultura                          | Marcelino Granja       |         | Partido Comunista do Brasil             | 1 de janeiro de 2015 -                      |
| Defesa Social                    | Alessandro Carvalho    |         | Independente                            | 1 de janeiro de 2015 -                      |
| Desenvolvimento Econômico        | Thiago Norões          |         | Independente                            | 1 de janeiro de 2015 -                      |
| Desenvolvimento Social           | Isaltino Nascimento    |         | Partido Socialista Brasileiro           | 1 de janeiro de 2015 -                      |
| Educação                         | Frederico Amâncio      |         | Independente                            | 1 de janeiro de 2015 - 1 de janeiro de 2019 |
| Fazenda                          | Márcio Stefanni        |         | Independente                            | 1 de janeiro de 2015 -                      |
| Habitação                        | Marcos Baptista        |         | Independente                            | 1 de janeiro de 2015 -                      |
| Imprensa                         | Ennio Benning          |         | Independente                            | 1 de janeiro de 2015 - 1 de janeiro de 2019 |
| Justiça e Direitos Humanos       | Pedro Eurico           |         | Partido da Social Democracia Brasileira | 1 de janeiro de 2015 - 1 de janeiro de 2019 |
| Meio Ambiente e Sustentabilidade | Sérgio Xavier          |         | Partido Socialista Brasileiro           | 1 de janeiro de 2015 -                      |
| Micro e Pequena Empresa          | Evandro Avelar         |         | Partido da Social Democracia Brasileira | 1 de janeiro de 2015 -                      |
| Mulher                           | Silvia Cordeiro        |         | Independente                            | 1 de janeiro de 2015 - 1 de janeiro de 2019 |
| Planejamento e Gestão            | Danilo Cabral          |         | Partido Social Democrático              | 1 de janeiro de 2015 -                      |
| Saúde                            | José Iran Costa Júnior |         | Independente                            | 1 de janeiro de 2015 - 1 de janeiro de 2019 |
| Transportes                      | Sebastião Oliveira     |         | Partido da República                    | 1 de janeiro de 2015 -                      |
| Turismo, Esportes e Lazer        | Felipe Carreras        |         | Partido Socialista Brasileiro           | 1 de janeiro de 2015 -                      |

| Pasta                             | Incumbente           | Partido      | Mandato                                       |
| --------------------------------- | -------------------- | ------------ | --------------------------------------------- |
| Assessoria Especial               | José Cavalcanti Neto | Independente | 1 de janeiro de 2015 -                        |
| Casa Militar                      | Mário Cavalcanti     | Independente | 1 de janeiro de 2015 - 17 de novembro de 2015 |
| Chefia de Gabinete                | Ruy Bezerra          | Independente | 1 de janeiro de 2015 -                        |
| Gabinete de Projetos Estratégicos | Renato Thièbaut      | Independente | 1 de janeiro de 2015 -                        |

Na posse do seu segundo mandato, o gabinete de Paulo Câmara foi composto dos seguinte secretários:
      Independente (15) /       PSB (4) /       PT (1) /       PSD (1) /       PP (1) /       PDT (1) /       PCdoB (1) /       PSDB (1)
| Pasta                            | Incumbente           | Partido | Partido                                 | Mandato                         |
| -------------------------------- | -------------------- | ------- | --------------------------------------- | ------------------------------- |
| Administração                    | José Cavalcanti Neto |         | Independente                            | 1 de janeiro de 2019 -          |
| Casa Civil                       | Nilton Mota          |         | Partido Socialista Brasileiro           | 1 de janeiro de 2019 -          |
| Ciência e Tecnologia             | Aluísio Lessa        |         | Partido Socialista Brasileiro           | 1 de janeiro de 2019 - presente |
| Controladoria Geral              | Érika Gomes Lacet    |         | Independente                            | 1 de janeiro de 2019 - presente |
| Cultura                          | Gilberto Freyre Neto |         | Independente                            | 1 de janeiro de 2019 - presente |
| Defesa Social                    | Antônio de Pádua     |         | Independente                            | 1 de janeiro de 2019 - presente |
| Desenvolvimento Agrário          | Dílson Peixoto       |         | Partido dos Trabalhadores               | 1 de janeiro de 2019 - presente |
| Desenvolvimento Econômico        | Bruno Schwambach     |         | Independente                            | 1 de janeiro de 2019 - presente |
| Desenvolvimento Social           | Sileno Guedes        |         | Partido Socialista Brasileiro           | 1 de janeiro de 2019 - presente |
| Desenvolvimento Urbano           | Marcelo Bruto        |         | Independente                            | 1 de janeiro de 2019 - presente |
| Educação                         | Frederico Amâncio    |         | Independente                            | 1 de janeiro de 2019 - presente |
| Fazenda                          | Décio Padilha        |         | Independente                            | 1 de janeiro de 2019 - presente |
| Imprensa                         | Eduardo Machado      |         | Independente                            | 1 de janeiro de 2019 - presente |
| Infraestrutura                   | Fernanda Batista     |         | Independente                            | 1 de janeiro de 2019 - presente |
| Justiça e Direitos Humanos       | Pedro Eurico         |         | Partido da Social Democracia Brasileira | 1 de janeiro de 2019 - presente |
| Meio Ambiente e Sustentabilidade | Antônio Bertotti     |         | Partido Comunista do Brasil             | 1 de janeiro de 2019 - presente |
| Micro e Pequena Empresa          | Alberes Lopes        |         | Partido Democrático Trabalhista         | 1 de janeiro de 2019 - presente |
| Mulher                           | Silvia Cordeiro      |         | Independente                            | 1 de janeiro de 2019 - presente |
| Planejamento e Gestão            | Alexandre Rêbelo     |         | Independente                            | 1 de janeiro de 2019 - presente |
| Prevenção às Drogas              | Cloves Benevides     |         | Partido Progressista                    | 1 de janeiro de 2019 - presente |
| Procuradoria Geral               | Ernani Medicis       |         | Independente                            | 1 de janeiro de 2019 - presente |
| Saúde                            | André Longo          |         | Independente                            | 1 de janeiro de 2019 - presente |
| Turismo, Esportes e Lazer        | Rodrigo Novaes       |         | Partido Social Democrático              | 1 de janeiro de 2019 - presente |

| Pasta                             | Incumbente              | Partido                       | Mandato                         |
| --------------------------------- | ----------------------- | ----------------------------- | ------------------------------- |
| Assessoria Especial               | Antonio Carlos Figueira | Independente                  | 1 de janeiro de 2019 - presente |
| Casa Militar                      | Carlos José Viana       | Independente                  | 1 de janeiro de 2019 - presente |
| Chefia de Gabinete                | Milton Coelho           | Partido Socialista Brasileiro | 1 de janeiro de 2019 - presente |
| Gabinete de Projetos Estratégicos | Renato Thièbaut         | Independente                  | 1 de janeiro de 2019 - presente |

## Desempenho Eleitoral
| Ano  | Eleição                 | Cargo      | Partido | Coligação | Vice                   | Votos     | %      | Resultado       |
| ---- | ----------------------- | ---------- | ------- | --- | ---------------------- | --------- | ------ | --------------- |
| 2014 | Estaduais em Pernambuco | Governador | PSB     | Frente Popular de Pernambuco (PMDB,PSDB,DEM,PCdoB,PSD,PR,PPS,SD,PP,PTC,PRP,PTN,PPL, PHS,PSDC,PROS,PEN, PRTB,PSL) | Raul Henry (PMDB)      | 3.009.087 | 68,08% | Eleito 1º turno |
| 2018 | Estaduais em Pernambuco | Governador | PSB     | Frente Popular de Pernambuco (PSB,PCdoB,PT,MDB,PP,PV,PMN,PTC,PRP,PATRI,PRTB,PPL.SD)                              | Luciana Santos (PCdoB) | 1.918.219 | 50,70% | Eleito 1º turno |

## Controvérsias

### Investigação sobre a Arena Pernambuco
No Supremo Tribunal Federal, Paulo Câmara, o senador Fernando Bezerra, o prefeito de Recife Geraldo Júlio e o deputado federal Tadeu Alencar, todos do PSB, passaram a ser investigados por supostas irregularidades e superfaturamento de ao menos 42 milhões de reais na construção da Arena Pernambuco, feita pela empreiteira Odebrecht (atual Novonor), que também fez doações para a campanha de alguns desses políticos, o que, segundo os investigadores, pode ser propina. As defesas afirmaram que não houve superfaturamento e que a licitação envolvendo o estágio respeitou as leis e foi aprovada pelo TCE-PE.
Em 2018, o STJ determinou que as investigações contra Câmara e Geraldo Julio fossem para a Justiça Estadual a partir do novo entendimento do STF que restringe o foro privilegiado. Um pouco antes do caso ser remetido, o órgão que investigaria o caso, a Delegacia de Crimes contra a Administração e Serviços Públicos, foi extinto pela Assembleia Legislativa em regime de urgência mediante um projeto enviado pelo governador, o que foi alvo de protestos de entidades como a OAB, que temiam um afrouxamento nas investigações.

### Suposta Improbidade Administrativa
O Ministério Público Federal inciou um processo contra Paulo Câmara por improbidade administrativa, que, segundo a denúncia, ocorreu quando recursos repassados à organizações sociais de saúde não foram fiscalizados e corretamente publicizados. Câmara afirmou que as alegações são injustas e que estranha a ação do MPF. Em 2019, a Justiça Federal de Pernambuco extinguiu o processo alegando que a União não tinha interesse no caso, o que acarretou na ilegitimidade do MPF para a ação.